# Neotetranychus victoriae
Neotetranychus victoriae är en spindeldjursart som beskrevs av Davis 1969. Neotetranychus victoriae ingår i släktet Neotetranychus och familjen Tetranychidae. Inga underarter finns listade i Catalogue of Life.